# Sounder (película de 1972)
Sounder es una película dramática estadounidense de 1972, dirigida por Martin Ritt, producida por Robert B. Radnitz, y protagonizada por Cicely Tyson, Paul Winfield y Kevin Hooks. El guion fue escrito por Lonne Elder III a partir de la novela homónima de William H. Armstrong.Basada en los años treinta, una familia afroamericana tienen que soportar una fuerte crisis en un campo aislado. Las cosas se dificultan cuando el padre de la familia es declarado culpable por un delito menor, que es obligado a ser trasladado a un campo de prisioneros.
La película obtuvo críticas positivas, especialmente por la interpretación de Tyson y Winfield. Ambos fueron nominados en los Premios Oscar, en la categoría de Mejor Actriz y Mejor Actor respectivamente. El actor Kevin Hooks, con trece años en aquel entonces, fue nominado en los Premios Globos de Oro.
En 2006, el American Film Institute clasificó la película en el puesto 61 de su lista de películas más inspiradoras . En 2021, la Biblioteca del Congreso seleccionó la película para su preservación en el Registro Nacional de Cine de los Estados Unidos por ser "cultural, histórica o estéticamente significativa".

## Sinopsis

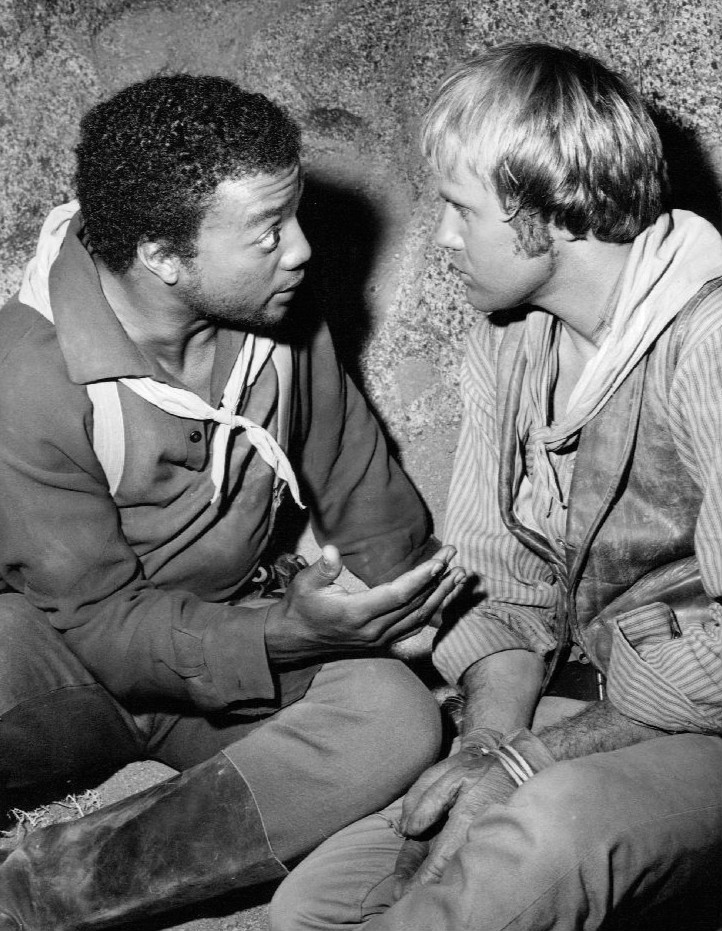
Paul Winfield (izquierda), quien interpretó a Nathan Lee Morgan.

Nathan Lee Morgan es un hombre que vive con su familia en un territorio aislado de lo urbano, en un campo rural de Luisiana en 1933, junto a su esposa Rebecca Morgan y su hijo David. La primera escena es cuando Nathan y su hijo, recorren el bosque para cazar algún animal para poder cenar esa noche, y es cuando su perro Sounder rastrea a un mapache hasta llegar a un árbol. Nathan no logra dispararle con el rifle, ya que falla en el primer intento. Sounder tampoco logra capturar al animal, así que vuelven a su casa sin haber tenido éxito en la cacería. Esta familia amorosa y unida, tiene que soportar la gran depresión que los atormentaba por culpa de una crisis que poseían. Los problemas empeoran ya que el esposo y padre, Nathan Lee Morgan, es declarado culpable de un delito menor, y más tarde es enviado a un campo de prisioneros.
La desesperación de la familia, lleva a Rebecca que tome la decisión de enviar a su hijo mayor de 11 años, para que visite a su padre en el campamento donde se encuentra este. El viaje se convierte en una especie de odisea para el hijo mayor, y se queda con un profesor de la escuela.

## Reparto
- Cicely Tyson como Rebecca Morgan.
- Paul Winfield como Nathan Lee Morgan.
- Kevin Hooks como David Lee Morgan.
- Carmen Mathews como Sra. Boatwright
- Taj Mahal como Ike.
- James Best como Sheriff.
- Eric Hooks como Earl Morgan.
- Yvonne Jarrell como Josie Mae Morgan.
- Sylvia Kuumba Williams como Harriet.
- Teddy Airhart como Sr. Perkins
- Richard Durham como el capataz del Sr. Perkins
- Wendell Brumfield como el Adjunto #1.
- Al Bankston como el Adjunto #2.
- Jerry Leggio como el Guardia #1.
- Myrl Sharkey como el Maestro.
- Inez Durham como el secretario de la corte.

## Producción de la película
En el libro de William H. Armstrong, se centra la preocupación de la familia por el perro Sounder, pero el guionista de la película, Lonne Elder III, decidió que prefería conectarse y centrar la historia en la supervivencia diaria de la familia y ver los problemas que ocurrían en esta. El guionista se negó a la sesión, pero el productor Robert B. Radnitz y el director Martin Ritt, hicieron lo posible para convencerlo para que trabajen con ellos diciendo que; "Quería mantener a Sounder en una historia precisa con un contexto histórico y que no se valla por la fantasía de hoy en día". 
Un aspecto notable de esta película es que la fundición de esta es que el ministro es interpretado por un ministro real y el juez es interpretado por un juez real, es decir son personajes que actúan en este rodaje con su propio trabajo que tenían. En la primera escena de visualización, se ve que es llevada a filmar en un bosque campesino en donde no se llegaron a ver con una imagen fija y clara, ya que hubo problemas con la cámara de rodaje, pero sin darle importancia, la escena es claramente entendible.

## Recepción y crítica
Sounder recibió buenas críticas, y fue elogiada con un antídoto de especie de bienvenida a la era contemporánea de películas de actores negros o de piel oscura, la mayoría de las cuales, eran películas de baja calidad y de bajo presupuesto y explotador. Las críticas fueron destacadas en su mayoría en Estados Unidos, como algo inesperado y triste que poseía la desesperación de una familia. La representación de la película es de una familia amorosa, esto fue aclamado como un logro excepcional para cineastas negros y también las audiencias. Luego, la revista "Variety", escribió que esta producción había sido "Para bien y para mal, señalado para probar si el público negro responderá a graves películas sobre la experiencia de personas negras en lugar de las características "Super personas negras que trabajan en esta explotación y éxito".
Century Fox se centró en las ventas de la producción en las ciudades principales y estaba destinada a tener organizaciones religiosas y en las escuelas. El productor Radnitz visitó treinta y cinco ciudades y celebró más de 500 proyecciones, con sesenta preestrenos simultáneos celebrados en la ciudad de Nueva York. El Establecimiento religioso se pronunció a favor de la película, con un aval de la oficina de cine católico y porque esta tenía una guía de estudio para los educadores religiosos creados por el Consejo Nacional de Iglesias.
Según la revista Variety, Century Fox logró escribir una guía de estudios preparado por el Dr. Roscoe Brown Jr, director de la organización Afroamericanos en los asuntos de la universidad de Nueva York. Se cree que también, Century Fox pudo gastar más de un millón de dólares en la promoción de la película y su presupuesto total de la producción fue de novecientos mil dólares. 
Sounder tuvo aproximadamente cientos de opiniones, pero se destacó haberla calificado en puntuación de 88%, con un promedio total de 7,7, en Rotten Tomatoes. En su guía familiar para películas en vídeo, Henry Herex escribió; "Sounder capta la humanidad de sus personajes y una multa distanciada de su sueño en configuración regional del sur". La película gana una respuesta emocional y profunda por la audiencia porque su atractiva historia y los personajes son creíbles. No solo por la experiencia de un negro estadounidense, sino también por una experiencia familiar muy destacada", agregó que la búsqueda del niño a su padre "Ofrece el drama adicional". El crítico de cine, Roger Ebert dio a la película cuatro estrellas de cuatro en total, le dio el puntaje más alto afirmando que "Esta película para la familia hay que ver". Tanto Siskel y Ebert, colocan la película en su lista de diez mejores de 1972.

## Distribución
En 1972, Sounder fue estrenada en los cines de Estados Unidos, la película fue producida y distribuida por Twentieth Century Fox Film Corporation. Años más tarde, cuando se estrenó la película en VHS, Paramount Home Video asumió los derechos de distribución. Actualmente, Sterling Entretenimiento tiene los derechos de distribución de DVD. Walt Disney Home Video ha lanzado la película en 2003 hecha para la televisión en DVD.

## Versión de la película para televisión
Walt Disney anthology television series y American Broadcasting Company emitió en el año 2003, una nueva adaptación cinematográfica de esta película, pero reuniendo a dos actores original de la película original de 1972, Kevin Hooks ( quien interpretó al hijo) y Paul Winfield (quien interpretó al padre), pero en la versión de 2003, este interpretó el papel del profesor

## Taquilla
A pesar del escepticismo popular que tuvo la película no sería un éxito financiero y se tuvo la creencia que "el mercado del cine negro es exclusivamente un mercado de la acción y la explotación", la imagen fue un gran éxito de taquilla. El presupuesto era total en menos de un millón de dólares, pero su recaudación casi logra los 17 millones de dólares. Fue calificada como un éxito extraordinario y una película más taquillera de 1972, ya que el año siguiente sería El Exorcista con un presupuesto de 12.000.000 de dólares.

## Premios y nominaciónes

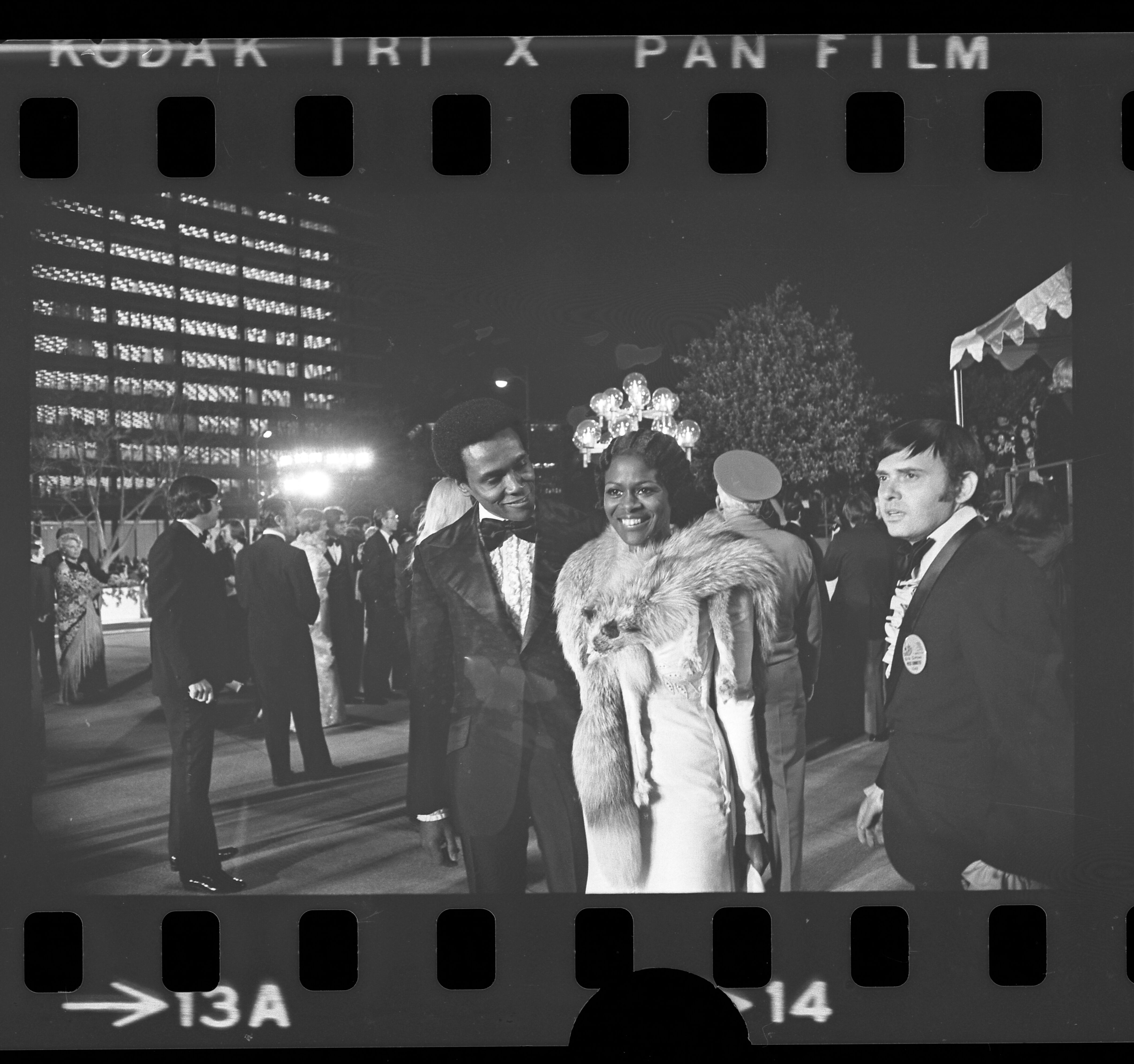
La actriz Cicely Tyson, quien fue nominada como Mejor Actriz en los Premios Oscar, llegando a la ceremonia junto a Arthur Mitchell (1973).

Premios Oscar
| Año  | Categoría                     | Nominada        | Resultado |
| ---- | ----------------------------- | --------------- | --------- |
| 1973 | Óscar a la mejor actriz       | Cicely Tyson    | Nominada  |
| 1973 | Óscar al mejor actor          | Paul Winfield   | Nominado  |
| 1973 | Óscar al mejor guion adaptado | Lonne Elder III | Nominado  |
| 1973 | Óscar a la mejor película     | Sounder         | Nominada  |

Premios Globo de Oro
| Año  | Categoría                                       | Nominada     | Resultado |
| ---- | ----------------------------------------------- | ------------ | --------- |
| 1973 | Globo de Oro a la Mejor Actriz -Drama           | Cicely Tyson | Nominada  |
| 1973 | Globo de Oro a la Nueva Estrella del año -Actor | Kevin Hooks  | Nominado  |

National Board of Review
| Año  | Categoría                             | Nominada     | Resultado |
| ---- | ------------------------------------- | ------------ | --------- |
| 1973 | National Board of Review Mejor Actriz | Cicely Tyson | Ganadora  |

Premios BAFTA
| Año  | Categoría                        | Nominada  | Resultado |
| ---- | -------------------------------- | --------- | --------- |
| 1973 | BAFTA a la mejor música original | Taj Mahal | Nominado  |

Kansas City Film Critics Circle
| Año  | Categoría                                         | Nominada     | Resultado |
| ---- | ------------------------------------------------- | ------------ | --------- |
| 1973 | Kansas City Film Critics Circle a la mejor Actriz | Cicely Tyson | Ganadora  |